# Ryūji Michiki
Ryūji Michiki (jap. 路木龍次 Michiki Ryūji; ur. 25 sierpnia 1973 w prefekturze Nagasaki) – japoński piłkarz, reprezentant kraju.

## Kariera klubowa
W latach 1992–2003 występował w japońskich klubach Sanfrecce Hiroszima, Yokohama F. Marinos, Urawa Reds, Vissel Kobe, Oita Trinita.

## Kariera reprezentacyjna
W latach 1996–1997 wystąpił w 4 spotkaniach reprezentacji. Został powołany do kadry na Igrzyska Olimpijskie w 1996 roku.

## Statystyki
| Reprezentacja Japonii | Reprezentacja Japonii | Reprezentacja Japonii |
| Rok                   | Mecze                 | Gole                  |
| --------------------- | --------------------- | --------------------- |
| 1996                  | 1                     | 0                     |
| 1997                  | 3                     | 0                     |
| Razem                 | 4                     | 0                     |